# Emil František Burian
Emil František Burian, född 11 juni 1904 i Pilsen, död 9 augusti 1959 i Prag, var en tjeckoslovakisk teaterman.
Burian grundade 1933 teatern D 34 (D=divadlo), som snabbt blev mycket populär. Den stängdes av tyskarna 1940 och Burian sattes i koncentrationsläger. Efter befrielsen 1945 blev han chef för fem teatrar, men koncentrerade sig snart på sin egen, D 46. Dessutom startade han en kulturell tidskrift. Burian var intresserad av aktuella kulturella och politiska frågor men även av den tjeckiska bondekulturen. Han blev även känd för sina bearbetningar av traditionella pjäser; bland annat lät han Romeo och Julia utspela sig i ett koncentrationsläger. Scen och dekoration var mycket enkla i Burians uppsättningar, istället arbetade han mycket med belysningen. Bland annat använde han sig av projicering av filmbilder på ett tunt förhänge framför de agerande och talkörer med eller utan musik i sina uppsättningar.